# Francis Lubbock

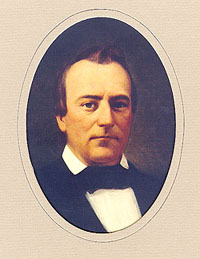
Francis R. Lubbock

Francis R. Lubbock (* 16. Oktober 1815 in Beaufort, South Carolina; † 22. Juni 1905 in Austin, Texas) war ein US-amerikanischer Politiker und 9. Gouverneur von Texas.
Lubbock wurde 1815 in South Carolina als Sohn von Henry Thomas Willis Lubbock und Susan Ann (geb. Saltus) geboren und war ein Bruder von Thomas Saltus Lubbock, nach dem die Stadt Lubbock benannt wurde. Im Alter von 14 Jahren, nachdem sein Vater gestorben war, verließ er die Schule und arbeitete als Angestellter in einem Geschäft für Haushaltsware und anderer Geräte. 1836 zog er nach Texas und heiratete Adele Baron aus New Orleans. 1837 eröffnete er einen General Store und ab 1840 versuchte er sich als Rancher und trat in die Demokratische Partei ein. Kurze Zeit später wurde er Rechnungsprüfer der Republik Texas unter Sam Houston.
Nach einer Tätigkeit als Vizegouverneur (1857–1859) wurde er am 7. November 1861 als Nachfolger von Edward Clark mit nur 127 Stimmen zum Gouverneur von Texas ernannt und blieb im Amt bis zum 5. November 1863. Sein Nachfolger als Gouverneur wurde Pendleton Murrah.
Danach ging er im Rang eines Colonel zum Militär und diente unter General John Bankhead Magruder. Nach dem Zusammenbruch der Konföderierten Armee floh Lubbock zusammen mit Jefferson Davis von Richmond nach Georgia, wo sie kurze Zeit später von Unionstruppen gefangen genommen wurden. Danach saß Lubbock acht Monate im Gefängnis vor Fort Delaware. Nach seiner Rückkehr nach Texas verfolgte er weiter seine Geschäftsinteressen in Houston und Galveston. Von 1878 bis 1891 war er Schatzmeister des Staates.